# 龙林镇
龙林镇，是中华人民共和国甘肃省陇南市礼县下辖的一个乡镇级行政单位。
2016年，甘肃省民政厅批复同意撤销龙林乡，设立龙林镇。

## 行政区划
龙林镇下辖以下地区：
杜坝村、沟底村、水坝村、潘坪村、龙林村、店子村、水坪村、下目村、彭家村、小林村、许马村、李那村、赵阴村、牟山村、万家村、蒲沟村、金联村、黑峪村、全杜村、榆坪村、石河村、韩河村、杨寨村、赵阳村、严堎村、学慢村、肖家村和潘阳村。